# Oblast Frunse
Die Oblast Frunse war ein Verwaltungssubjekt der Kirgisischen Sowjetrepublik innerhalb der Sowjetunion. Sie umfasste den nördlichsten Teil Kirgisistans, um die Republikhauptstadt Frunse (heute Bischkek). Die Oblast wurde 1939, drei Jahre nach der Ausgliederung Kirgisiens aus der Russischen SFSR gebildet. 1944 wurde das Gebiet um die Stadt Talas, bisher der westliche Teil der Oblast Frunse, als eigenständige Oblast abgetrennt. Das Gebiet der Oblast Frunse entspricht dem heutigen Oblus Tschüi im unabhängigen Kirgisistan. Die Hauptstadt Bischkek wurde jedoch als eigenständiges Verwaltungssubjekt ausgegliedert.